# Halowe Mistrzostwa Europy w Lekkoatletyce 1981 – bieg na 800 m mężczyzn
Bieg na 800 metrów mężczyzn – jedna z konkurencji biegowych rozgrywanych podczas halowych lekkoatletycznych mistrzostw Europy w Palais des Sports w Grenoble. Eliminacje zostały rozegrane 21 lutego, a bieg finałowy 22 lutego 1981. Zwyciężył reprezentant Republiki Federalnej Niemiec Herbert Wursthorn. Tytułu zdobytego na poprzednich mistrzostwach nie bronił Roger Milhau z Francji.

## Rezultaty

### Eliminacje
Rozegrano 2 biegi eliminacyjne, do których przystąpiło 11 biegaczy. Awans do finału dawało zajęcie jednego z pierwszych dwóch miejsc w swoim biegu (Q). Skład finału uzupełniło dwóch zawodników z najlepszym czasem wśród przegranych (q).
Opracowano na podstawie materiału źródłowego.
Bieg 1
| Miejsce | Zawodnik          | Czas    | Uwagi |
| ------- | ----------------- | ------- | ----- |
| 1       | Herbert Wursthorn | 1:48,58 | Q     |
| 2       | Antonio Páez      | 1:49,18 | Q     |
| 3       | Andreas Busse     | 1:49,45 | q     |
| 4       | József Bereczki   | 1:49,98 |       |
| 5       | Binko Kolew       | 1:51,55 |       |

Bieg 2
| Miejsce | Zawodnik           | Czas    | Uwagi |
| ------- | ------------------ | ------- | ----- |
| 1       | András Paróczai    | 1:47,93 | Q     |
| 2       | Thomas Wilking     | 1:48,60 | Q     |
| 3       | Detlef Wagenknecht | 1:48,69 | q     |
| 4       | Mike Whittingham   | 1:49,51 |       |
| 5       | Rui Fernandes      | 1:49,81 |       |
| –       | Andrés Ballbé      | DNF     |       |

### Finał
Opracowano na podstawie materiału źródłowego.
| Miejsce | Zawodnik           | Czas    |
| ------- | ------------------ | ------- |
| 1       | Herbert Wursthorn  | 1:47:70 |
| 2       | András Paróczai    | 1:47,73 |
| 3       | Antonio Páez       | 1:48,31 |
| 4       | Andreas Busse      | 1:48,82 |
| 5       | Detlef Wagenknecht | 1:48,87 |
| 6       | Thomas Wilking     | 1:49,49 |